# Guido Farnese

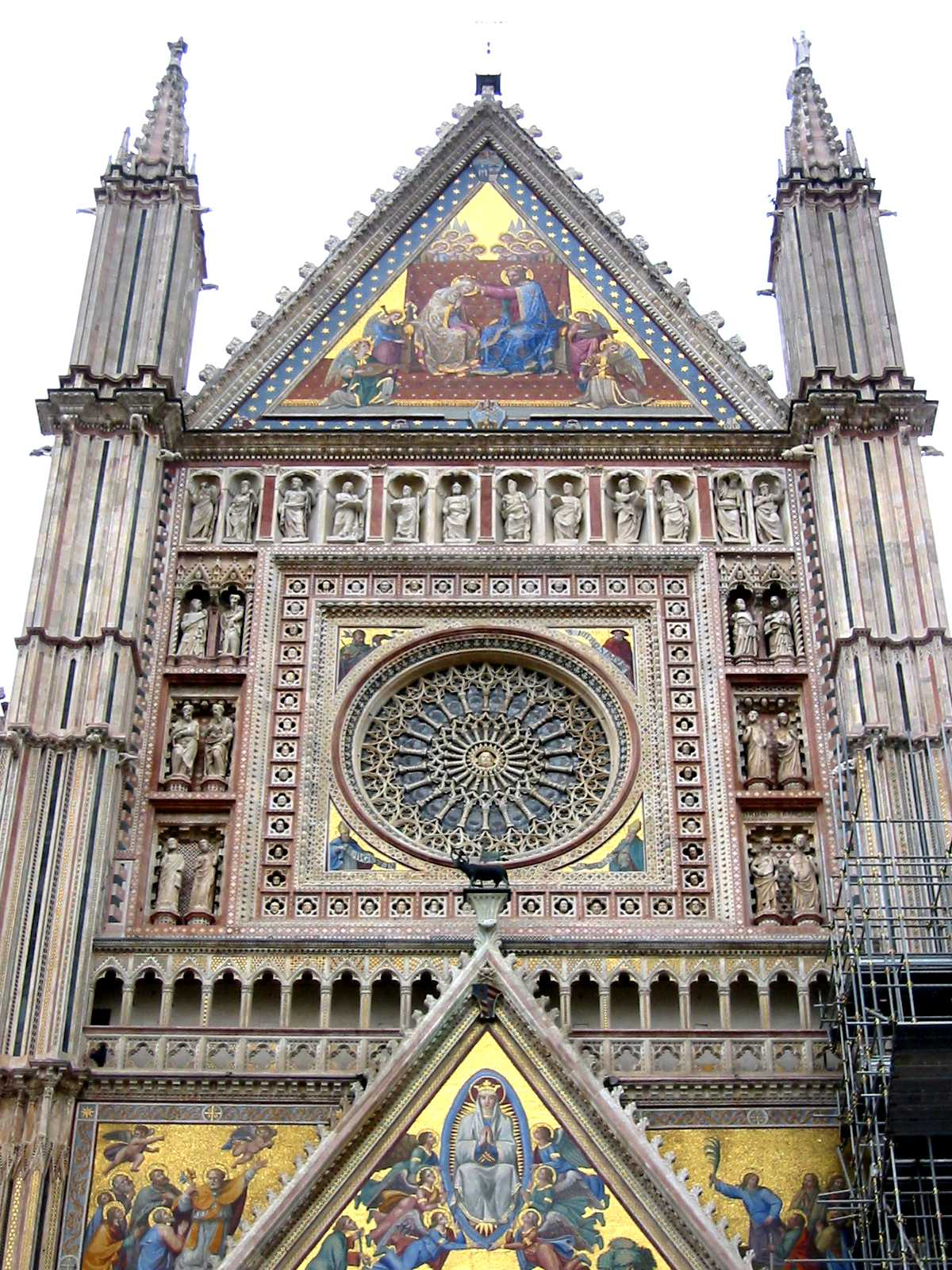
Dom von Orvieto

Guido Farnese († 1328; auch Guitto und Guittone Farnese) war Bischof von Orvieto.

## Herkunft
Er entstammte dem italienischen Adelsgeschlecht Farnese, die sich von Pietro, Herr von Farnese und Latera (bl. 1100) ableitet. Er war ein Sohn des Ranuccio Farnese, Herrn von Ischia und Farnese, Kriegshauptmann der Stadt Orvieto. Sein Bruder Niccola war der direkte Vorfahre des Alessandro Farnese, als Papst (1534–1545) Paul III.

## Leben
Bonifaz VIII. ernannte ihn, obwohl er bis dahin nur die niederen Weihen erhalten hatte, 1302 zum Bischof von Orvieto. Das Amt hatte er bis zu seinem Tod inne. Im Juni 1307 ernannte Clemens V. ihn zum Vikar in spiritualibus in Rom, berief ihn aber bereits im November wegen der Beschwerden einflussreicher Römer wieder ab. Eine Chronik des 15. Jahrhunderts berichtet, dass er im Januar 1309 den noch nicht vollendeten Dom von Orvieto eingeweiht habe. Über seine sonstige pastorale Tätigkeit ist nur sehr wenig bekannt. Guido war unter Johannes XXII.  vom 27. September 1319 Vikar und ab 2. Juni 1320 Rektor des kirchlichen Patrimoniums in Tuszien.Während seiner Zeit als Vikar verfasste er für den Papst einen Bericht über die Besitzansprüche der Römischen Kirche in diesem Teil des Kirchenstaates mit Vorschlägen, wie die rebellischen Städte und adeligen Herren wieder unter die Botmäßigkeit der Kirche gebracht werden könnten. Zu Beginn des Jahres 1323 verzichtete er auf das Amt des Rektors, um sich ganz seinen bischöflichen Pflichten widmen zu können. Allerdings erwähnt sogar der Papst die Kritik der Gegner Farneses, der in seiner Amtszeit anscheinend ihr zustehendes Geld nicht an die päpstliche Kammer in Avignon abgeführt hatte, weswegen nach seinem Tode der Papst die Beschlagnahme seines Nachlasses anordnete. Dies fand sowohl den Widerstand seines Nachfolgers im Bischofsamt, Tramo, wie seines illegitimen Sohnes Nino. 1332 versuchte man, sich mit seinem Sohn zu einigen, aber noch 1339 war die Angelegenheit noch nicht zu einem definitiven Abschluss gekommen.

## Nachkommen
Guido hinterließ eine außereheliche Nachkommenschaft
- Giovanni „Nino“ Farnese, Herr von Marta († nach 1339).

Dessen Sohn war
- Pietro Farnese, Herr von Marta, Hauptmann der päpstlichen Armee ⚭ Christofora Farnese.